# Musée national des Îles Caïmans
Le musée national des Îles Caïmans est un musée ouvert en 1990, situé à George Town, dans les Îles Caïmans. Il est voué à la préservation, à la recherche et à l'exposition de tous les aspects du patrimoine caïmanais.

## Historique
Les débuts du musée national des Îles Caïmans remontent aux années 1930, lorsque le résident local Ira Thompson commença à collectionner des artefacts locaux qu'il glana et exposa dans son musée Kiemanos. Sa collection comprenait des manuscrits, des estampes, des horloges, des instruments de musique, des fossiles, des spécimens d'animaux, des ustensiles ménagers et de nombreux outils d'époque. En 1979, le gouvernement acheta la collection de Thompson et celle-ci englobe désormais une partie importante de la collection du musée. Le musée ouvre en 1990.

## Expositions
Il contient plus de 8 000 objets et artefacts allant des pièces de monnaie à un catboat de quatorze pieds. La collection sur l'histoire naturelle comprend des fossiles de mer, des coquillages ainsi qu'une carte en trois dimensions illustrant les formations géologiques sous-marines qui entourent les Îles Caïmans.